# Fahrradverleihsystem
Ein öffentliches Fahrradverleihsystem ist eine Form der Fahrradvermietung, bei dem die Fahrräder in der Regel im öffentlichen Raum oder an öffentlich zugänglichen Stationen für registrierte Nutzer zur Verfügung stehen. Das System hat sich ab Mitte der 1990er Jahre in fast allen großen Ländern der Welt etabliert.

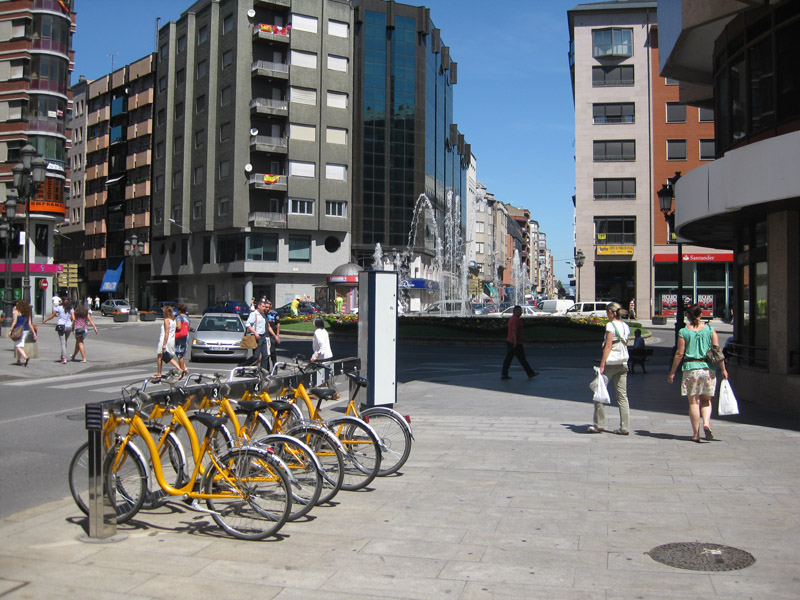
Verleihstation auf dem Plaza de Lazúrtegui, einem der belebtesten Plätze der Stadt Ponferrada

## Überblick
Fahrradverleihsysteme werden in der Regel von Kommunen, Verkehrsverbünden oder Privatunternehmen eingerichtet und von auftragnehmenden Firmen betrieben. Die Nutzung bietet sich insbesondere für Einwegfahrten oder in fremden Städten an, in denen kein eigenes Fahrrad oder (Leih-)Auto zur Verfügung steht, sowie als Ergänzung zum ÖPNV für die „letzte Meile“ oder zu Uhrzeiten, in denen der ÖPNV nicht fährt. Im Gegensatz zu einem eigenen Fahrrad müssen sich Nutzende nicht um die Wartung und das sichere Abstellen des Fahrrads kümmern oder gar um die Mitnahme in anderen Verkehrsmitteln.
Zu Beginn des 21. Jahrhunderts haben viele Kommunen besonders in Europa derartige Systeme als ein neues öffentliches Mobilitätsangebot und als Mittel zur Förderung des Radverkehrs allgemein entdeckt und unterstützen den Betrieb finanziell. Öffentliche Fahrradverleihsysteme gibt es mittlerweile weltweit: In China zählt das Fahrrad-Sharing zu den „Vier neuen großen Erfindungen der modernen Zeit“. Besonders zwischen 2007 und 2012 erfolgte ein bedeutender Zuwachs.
Ende 2012 waren weltweit fast 500 Verleihfirmen präsent, darunter ca. 300 in Europa; auch in Afrika war schon ein Anbieter auf dem Markt.
Ab Mitte der 2010er Jahre kamen in durch Kommunen oder Bau- bzw. Möbelmärkte angebotene Verleihmöglichkeiten für Lastenfahrräder hinzu.

## Vermietungsarten

### Mitgliedschaft
In allen Fällen ist eine persönliche Registrierung bei dem jeweiligen Anbieter erforderlich. Die Personen identifizieren sich mit ihrem Mitgliedsausweis (oder mit einer Chipkarte, per Handy oder auf andere Weise) an einem der Standorte oder direkt an dem abgestellten Rad.

### Stationsgebunden
In dieser Version des Systems werden die Fahrräder an einem oder mehreren in der Stadt verteilten ortsfesten Selbstbedienungsterminals aufbewahrt bzw. zum Abstellen eingeklinkt. Bei vielen Systemanbietern ist die erste halbe Stunde gratis. Die Person ist für alle Schäden oder Verluste verantwortlich, bis das Fahrrad an derselben oder an einer anderen festen Station zurückgegeben und eingecheckt wird.

### Stationslos
Hier können die Leihräder per Smartphone-App mittels GPS gefunden und nicht an einer Verleihstation, sondern an beliebigen Orten innerhalb des definierten Nutzungsgebietes wieder abgestellt werden. Missbrauch und Beschädigung der Fahrzeuge durch fahrlässiges Abstellen ist hierbei nicht ausgeschlossen. In China gab es ab ca. 2010 einen raschen Anstieg der Größe und Nutzung von solchen privaten Fahrradverleihsystemen, die meist im Zusammenspiel mit einem Smartphone funktionieren. Bei diesen Verleihsystemen stellt der Benutzer das Fahrrad unter Beachtung der entsprechenden Verkehrssituation einfach ab. Der nächste Benutzer kann es dann wieder per GPS finden.
In jüngerer Zeit kommen vermehrt Mischsysteme zum Einsatz, bei denen mittels GPS eingegrenzte "virtuelle Stationen" definiert werden, oder bei denen das Kerngebiet einer Stadt mit stationslosem System, ein weiterer Gürtel darum mit stationsbasiertem System betrieben werden.

## Anbieter (Auswahl)
Einige Unternehmen haben diesen wachsenden Markt als Geschäftsmodell entdeckt, um Besuchenden oder Einwohnern von Städten auch als Alternative zum motorisierten Individualverkehr (MIV) oder als Ergänzung zum öffentlichen Personen-Nahverkehr (ÖPNV) ein umweltfreundliches Fortbewegungsangebot zu machen, ohne dass sich die Betreibenden um Investitions- oder Betriebskosten kümmern müssen. Unterhalten werden solche Mietsysteme vor allem im Ausland meist durch verschiedene Außenwerbungsunternehmen wie iHeartMedia (Smartbikes), JCDecaux (Cyclocity) Gewista (Citybike Salzburg und Wien), Smoove, Ströer (Zusammenarbeit mit DB Connect bei Call a Bike) und Bicincitta.
In Deutschland haben sich Anbieter wie Call a Bike oder Nextbike (zeitweise Tochtergesellschaft der Fa. TIER Mobility Berlin) etabliert, die als Förderung für ihren Betrieb teils öffentliche Gelder erhalten. Unter anderem verleihen diese Anbieter teils mit einem Zusatz im Markennamen, wie etwa Lidl-Bikes oder Deezer Nextbike, beide in Berlin oder aber, sie betreiben regionale Systeme wie Frelo in Freiburg unter der Ägide des dortigen ÖPNV-Unternehmens Freiburger Verkehrs AG (VAG).
In anderen Ländern und auf anderen Kontinenten mit hoher Bevölkerungsdichte in Städten betreiben außerdem Ofo (dieses hatte 2018 einen Testlauf mit 3000 Fahrrädern in Berlin durchgeführt, der wegen Unwirtschaftlichkeit zum August wieder aufgegeben wurde), Mobike und andere stationslose Verleihsysteme. Diese sind mittlerweile mit Millionen von Fahrrädern in über 100 Städten, vor allem in China, zwischenzeitig auch in Europa präsent und zählten zeitweise zu den größten Fahrradbetreibern der Welt. Im April 2018 hat Uber das New Yorker Fahrradverleihsystem Jump Bikes übernommen.
Darüber hinaus versuchen Peer-to-Peer-Verleih-Systeme auf den Markt zu kommen: Hier kann man sein eigenes Fahrrad an andere Privatperson ausleihen; Kostenfragen werden dann direkt zwischen Besitzendem und Interessiertem geklärt. Ein Beispiel hierzu ist upperbike. Es bleibt abzuwarten, ob solche Systeme neben konventionellen kommerziellen Anbietern Bestand haben werden.
Neben dem Angebot an Fahrrädern als einfachem Fortbewegungsmittel wurden ab den späten 2010er Jahren neue Anbieter aktiv, die eine Kopplung zwischen Lastenfahrrad und Fahrrädern mit Elektroantrieb entwickelt haben (-> „E-Cargobike“). Einige Bau- oder Möbelmärkte stellen dieses umweltfreundliche Transportmittel u. U. auch kostenlos zur Verfügung für dort getätigte Einkäufe.

## Probleme und Kritik

### Vandalismus
Ein bei der Lancierung solcher Fahrradsysteme oft unterschätztes Problem ist der Vandalismus, mit Schäden nicht nur durch unsachliche Behandlung der Räder, sondern auch durch deren mutwillige Zerstörung und Diebstahl, der zu stark erhöhten Kosten für die Betreiber geführt hat. Diese Kosten wurden entweder auf die Benutzer oder auf die ausschreibenden Gemeinden abgewälzt oder sie hatten zum kompletten Rückzug aus dem Markt geführt. Beispielsweise zog sich der in Hongkong ansässige Betreiber Gobee Bike Anfang 2018 nach nur vier Monaten aus den französischen Städten Paris, Lille und Reims zurück, nachdem er schon zuvor in Brüssel aufgegeben hatte. Dort waren nämlich bis zu 60 Prozent seiner Räder beschädigt oder entwendet worden. Auch Mobike verlor nach eigenen Angaben im Jahr 2019 weltweit 205.600 Räder durch Diebstahl oder Zerstörung und zog sich aus diesem Grund aus britischen Städten wie Manchester, Newcastle und Gateshead zurück. Ebenso meldete im Juli 2018 Obike Insolvenz an.
Einige Anbieter waren in einer Reihe von Städten in Rechtsstreitigkeiten gegeneinander oder mit einer Stadt verwickelt oder von Kartellbehördenentscheidungen oder Außenwerbeverboten betroffen, so zum Beispiel in Hamburg, Dublin, Genf und Barcelona.
Diese Prozesse waren bis Ende 2017 weitestgehend entschieden.
Insbesondere im Rahmen der Expansion von ofo und obike in Europa wurden die Sammlung und Auswertung der ortsbezogenen Nutzerdaten und Vermüllung von Städten durch abgestellte Fahrräder als Probleme genannt.
Auf der Internetplattform Indymedia wurde wiederholt zur Zerstörung der Leihräder aufgerufen. Von linksextremer Seite wird das mit der Kritik an den Beschäftigungsformen in den dahinterstehenden Unternehmen begründet. Die Zerstörung reicht vom Anbringen von Aufklebern auf den QR-Codes über das Aufstechen der Reifen, dem gewaltsamen Umstoßen, dem Versenken in Gewässern bis hin zum Verbrennen der Räder. In Berlin wurden bei Leihrädern auch schon die Bremskabel durchschnitten, was für alle Verkehrsteilnehmer eine massive Gefährdung darstellt.

### Datenschutz
Im Gegensatz zu Einrichtungen des öffentlichen Verkehrs oder Taxis, sind Fahrräder anfälliger auf Verlust oder Beschädigung, so dass praktisch nur Systeme mit Ausweispflicht angeboten werden, oft auch mit Hinterlegung von Ausweisen, Bargeld, oder Kreditkartendaten als Sicherheiten, und/oder einer Registrierung mit Wohnadresse. Darüber hinaus funktionieren manche Systeme nur mit Smartphones mit bestimmten Betriebssystemen und Konten, in der Regel von Apple oder Google. Von diesen verlangen wieder einige eine ständige oder temporäre Daten-Mobilfunkverbindung mindestens während des Bezugs und der Rückgabe des Fahrrads. Andere Systeme bieten solche Funktionen auch per SMS oder Telefon an, oder mit im Voraus erworbenen Chipkarten.

## Überblick der Fahrradverleihsysteme (Auswahl)

### Deutschland

#### Grundsätzliches
Das Bundesverkehrsministerium (BMVBS) förderte ab dem Jahr 2009 Modellprojekte, um Öffentliche Fahrradverleihsysteme (ÖFVS), die es zu diesem Zeitpunkt schon in einigen größeren Städten gab, zum Bestandteil einer intermodalen Verkehrskette zu entwickeln. Das Augenmerk wurde unter anderem auf eine Verzahnung mit dem öffentlichen Personenverkehr (ÖPV) gelegt. Die Idee dieser Verbindung war neu. Dazu gab es zwei Projektphasen: die erste fand als Pilotprojekt im Jahr 2009 in sechs Modellregionen statt. Ihre Ergebnisse wurden, zusammen mit einem Gutachten über die rechtlichen und finanziellen Aspekte des ÖFVS, veröffentlicht in der Broschüre Innovative öffentliche Fahrradverleihsysteme. Modellprojekte am Start und Online auf der Homepage des BMVBS.
Die zweite Projektphase begann im Anschluss (2010/2011) und führte in den beobachteten Regionen zur Etablierung solcher Verleihsysteme, die meist von den Landesregierungen finanziert werden. Vor allem kamen mehr Fahrräder zum Einsatz, da sich das System bewährt hatte.
→ In der folgenden Liste sind keine Fahrradhändler, die Räder verleihen, und keine Einzelanbieter aufgenommen. ←

#### Berlin
Nach Angaben der Berliner Verkehrsverwaltung standen 2019 mehr als 11.000 Leihfahrräder in der Stadt zur Nutzung bereit. Davon entfielen etwa 700 auf Mobike, 3500 auf Lidl-Räder, zirka 2500 auf Deezer Next Bike und der Rest auf weitere. Einige Anbieter wie Mobike haben angekündigt, ihre Flotte auf bis zu 10.000 Räder zu erhöhen; Platz sei bis rund 24.000 Fahrzeuge. Mobike meldete 2020 jedoch Insolvenz an.
Seit 2018 wird in den Berliner Bezirken Lichtenberg und Spandau die kostenlose Ausleihe von Lastenfahrrädern getestet. Im November 2019 beschloss die Bezirksverwaltung von Steglitz-Zehlendorf, ab Januar 2020 an zehn verschiedenen Standorten ebenfalls kostenlose Lastenräder anzubieten. Drei Fahrradmodelle werden als E-Cargobike gestaltet sein. – Insgesamt sollen per Mitte 2019 in ganz Berlin rund 70 Lastenfahrräder ausgeliehen werden können.
Während der massiven Einschränkungen infolge der Corona-Pandemie zogen die meisten Anbieter ihre Fahrräder zeitweise zurück.

#### Nürnberg
In Nürnberg betreibt seit Juni 2019 die Verkehrs-Aktiengesellschaft Nürnberg (VAG) in Kooperation mit Nextbike ein neues Fahrradverleihsystem unter dem Namen VAG Rad. Dieses umfasst aktuell (April 2025) mehr als 112 feste Stationen und eine mehr als 40 Quadratkilometer  große Flexzone im gesamten Innenstadtgebiet innerhalb der Ringstraße, in den Stadtteilen Langwasser und Rangierbahnhof-Siedlung, in den Fürther Stadtteilen Am Stadtpark, Innenstadt, Südstadt und Hardhöhe sowie in den Erlanger Stadtteilen Zentrum, Süd- und Oststadt sowie in Teilen der Nordstadt, wie auch in der Schwabacher Innenstadt. In dieser können die Räder ohne feste Station ausgeliehen und abgegeben werden. Hierbei stehen mehr als 2.500 Räder zur Verfügung. Zudem bietet das System neben den klassischen Fahrrädern an 16 verschiedenen Stationen auch 19 Lastenräder zum Verleih an. Im Februar 2024 wurde das System auch auf die direkten Nachbarstädte Erlangen, Fürth und Schwabach ausgeweitet.

#### Potsdam
Ab Dezember 2019 werden in Potsdam zehn Stationen für die kostenlose Ausleihe von Lastenrädern eingerichtet, auch hier mit fLotte beworben. Der Verein Invole koordiniert die Aktivitäten und wird das Funktionieren überwachen.

#### Nach Städten alphabetisch vorgeordnet
k. A. = keine Angabe
| Stadt                                                        | Einführung, ggf. Ende des Angebots           | System und ggf. Kurzbeschreibung             | Name                                    | Anzahl Stationen                                                                                             | Anzahl Fahrräder                                                                          |
| ------------------------------------------------------------ | -------------------------------------------- | -------------------------------------------- | --------------------------------------- | --- | ----------------------------------------------------------------------------------------- |
| Aachen                                                       | Juli 2017                                    | Velocity                                     | Velocity Aachen                         | 80 | 180                                                                                       |
| Amrum                                                        | August 2019                                  | MOQO                                         | Amrum Bike Sharing                      | 10 | 20                                                                                        |
| Aschaffenburg                                                | k. A.                                        | Nextbike                                     | nextbike                                | 4 | k. A.                                                                                     |
| Augsburg                                                     | Oktober 2024                                 | fifteen                                      | swabi                                   | 350 | 700 mechanische Fahrräder, zusätzlich Einführung von 250 E-Bikes ab Frühjahr 2025 geplant |
| Augsburg                                                     | Mai 2023                                     | Elephant Cargo                               | Lech Elephant                           | 13 | 13                                                                                        |
| Baden-Baden                                                  | k. A.                                        | Call a Bike                                  | Call a Bike                             | k. A. | k. A.                                                                                     |
| Berlin                                                       | 2008                                         | Call a Bike                                  | Call a Bike                             | 350 / stationslos                                                                                            | 2.500                                                                                     |
| Berlin                                                       | April 2017                                   | Donkey Republic                              | Donkey Republic Berlin                  | stationslos                                                                                                  | 600 (Ende 2017)                                                                           |
| Berlin                                                       | Frühjahr 2017                                | Nextbike                                     | nextbike                                | über 3.000                                                                                                   | 6.600                                                                                     |
| Berlin                                                       | Oktober 2016                                 | Deezer, Tochter von Nextbike                 | Deezer                                  | 269 | 2.000                                                                                     |
| Berlin                                                       | Oktober 2016 bis August 2018                 | Ofo                                          | Ofo                                     | stationslos                                                                                                  |                                                                                           |
| Berlin                                                       | November 2017 bis März 2020                  | Mobike                                       | Mobike                                  | stationslos                                                                                                  |                                                                                           |
| Berlin                                                       | März 2018                                    | Freie Lastenräder                            | fLotte                                  | k. A. | 170 (Stand per 18. Nov. 2021)                                                             |
| Berlin                                                       | April 2018                                   | LimeBike (E-Bikes)                           | LimeBike                                | stationslos                                                                                                  | 500                                                                                       |
| Berlin                                                       | November 2018                                | Jump („by Uber“) (E-Bikes)                   | Jump                                    | stationslos                                                                                                  | 1.000                                                                                     |
| Berlin                                                       | Juni 2019                                    | Byke                                         | Byke                                    | stationslos                                                                                                  | 50                                                                                        |
| Berlin                                                       | Februar 2022                                 | Tier Mobility (E-Bikes)                      | Tier                                    | | 2.800                                                                                     |
| Bochum                                                       | Anfang 2010                                  | metropolradruhr                              |                                         | 72 | 550                                                                                       |
| Bonn                                                         | Oktober 2018                                 | Nextbike                                     | Nextbike                                | 35 / stationslos                                                                                             | 900                                                                                       |
| Bremen                                                       | März 2018 bis Ende Mai 2018                  | LimeBike                                     | LimeBike                                | stationslos                                                                                                  | 500                                                                                       |
| Bremen                                                       | Juni 2018                                    | WK Bike                                      | WK Bike (WK=Weser Kurier)               | 40 feste Stationen geplant                                                                                   | 325                                                                                       |
| Darmstadt                                                    | 2014                                         | Call a Bike                                  | Call a Bike                             | >30 | 350                                                                                       |
| Dortmund                                                     | k. A.                                        | Nextbike                                     | MetropolradRuhr                         | k. A. | k. A.                                                                                     |
| Dreieich                                                     | Oktober 2017                                 | Byke                                         | Byke                                    | stationslos                                                                                                  | 100                                                                                       |
| Dresden                                                      | Winter 2017/18                               | DVB als Partner von Nextbike                 | MOBIbike der Dresdner Verkehrsbetriebe  | mehr als 20; Ausleihe überall möglich, Rückgabe in kostenpflichtigen und kostenlosen Zonen möglich.          | Über 1500 sowie 10 Lastenräder                                                            |
| Dresden                                                      | 2021                                         | MietOn                                       | MietOn                                  | k. A. | 150                                                                                       |
| Dresden                                                      | 2016                                         | ADFC                                         | Frieda & Friedrich                      | 21 Stationen                                                                                                 | 29 Lastenräder                                                                            |
| Düsseldorf                                                   | Juli 2008                                    | Nextbike                                     | Nextbike                                | 55 | 400                                                                                       |
| Düsseldorf                                                   | Oktober 2017 Dezember 2020 eingestellt       | Call a Bike                                  | FordPass Bike                           | 135 | 1.200                                                                                     |
| Düsseldorf                                                   | Mai 2018 März 2020 eingestellt               | Mobike                                       | Mobike                                  | stationslos                                                                                                  | 600                                                                                       |
| Düsseldorf                                                   | Juli 2018 nach Probephase wieder eingestellt | Flexbeee                                     | Flexbeee                                | stationslos                                                                                                  | 100                                                                                       |
| Duisburg                                                     | September 2010                               | Nextbike                                     | MetropolradRuhr                         | k. A. | k. A.                                                                                     |
| Erlangen                                                     | 2024                                         | Nextbike                                     | VAG Rad                                 | 21, flexible Ausleihe und Rückgabe innerhalb einer rund 6 km² zentralen Zone                                 | 300                                                                                       |
| Frankfurt am Main                                            | 2007                                         | Nextbike                                     | Nextbike                                | 38 | 300                                                                                       |
| Frankfurt am Main                                            | k. A.                                        | Call a Bike flex                             | Call a Bike                             | k. A. | k. A.                                                                                     |
| Frankfurt am Main                                            | Oktober 2017                                 | Byke                                         | Byke                                    | stationslos                                                                                                  | 100                                                                                       |
| Frankfurt am Main                                            | Januar 2018                                  | LimeBike                                     | LimeBike                                | stationslos                                                                                                  |                                                                                           |
| Freiburg im Breisgau                                         | 2010                                         | Call a Bike                                  | Call a Bike                             | k. A. | k. A.                                                                                     |
| Freiburg im Breisgau                                         | Mai 2019                                     | Nextbike                                     | Frelo                                   | 100 | 780                                                                                       |
| Fürth                                                        | 2020                                         | Freie Lastenräder                            | StromEsel                               | 4 | 3                                                                                         |
| Fürth                                                        | 2024                                         | Nextbike                                     | VAG Rad                                 | 14, flexible Ausleihe und Rückgabe innerhalb einer rund 4,3 km² zentralen Zone                               | 200                                                                                       |
| Hamburg                                                      | 2009                                         | Call a Bike fix                              | StadtRAD Hamburg                        | 260 | 3.700                                                                                     |
| Hamburg                                                      | 2008                                         | Nextbike                                     | Nextbike                                | k. A. | k. A.                                                                                     |
| Hannover                                                     | k. A.                                        | Call a Bike                                  | Call-a-bike                             | 1 | k. A.                                                                                     |
| Hannover                                                     | k. A.                                        | Nextbike                                     | Sprintrad                               | stationslos                                                                                                  | rund 1.000                                                                                |
| Hannover                                                     | November 2017 (2018 eingestellt)             | oBike                                        | oBike                                   | stationslos                                                                                                  | 500                                                                                       |
| Hannover                                                     | August 2018 (2020 eingestellt)               | Mobike                                       | Mobike                                  | stationslos                                                                                                  | k. A.                                                                                     |
| Hannover                                                     | 19. Mai 2021                                 | LimeBike                                     | LimeBike                                | stationslos                                                                                                  | 300                                                                                       |
| Karlsruhe                                                    | 2007–2014: Call-a-Bike                       | Nextbike                                     | Nextbike                                | k. A. | k. A.                                                                                     |
| Karlsruhe                                                    | 2017                                         | Lastenkarle                                  | Lastenkarle                             | 6 | 7                                                                                         |
| Kassel                                                       | 29. März 2012 (1. Januar 2018 eingestellt)   | Call a Bike                                  | Konrad                                  | 56 | 500                                                                                       |
| Kassel                                                       | 1. Januar 2018                               | Nextbike                                     | Nextbike                                | 56 | 400                                                                                       |
| Kiel                                                         | 2019 (Dezember 2022 eingestellt)             | Nextbike                                     | SprottenFlotte                          | 100 | 650                                                                                       |
| Kiel                                                         | Januar 2023                                  | Donkey Republic                              | SprottenFlotte                          | 152 | 900                                                                                       |
| Köln                                                         | 2013                                         | Freie Lastenräder                            | Kasimir                                 | 10 | k. A.                                                                                     |
| Köln                                                         | Mai 2015                                     | Nextbike                                     | KVB-Rad                                 | in erweiterter Innenstadt stationslos, außerhalb gibt es Stationen                                           | 3.000                                                                                     |
| Köln                                                         | Oktober 2017                                 | Call a Bike                                  | FordPass Bike (bis 2017: Call a Bike)   | 220 | 2.000                                                                                     |
| Köln                                                         | Juli 2018                                    | Mobike                                       | Mobike                                  | stationslos                                                                                                  | 500                                                                                       |
| Köln                                                         | April 2018                                   | Donkey Republic                              | Donkey Republic                         | k. A. | 150                                                                                       |
| Konstanz                                                     | Juli 2016                                    | k. A.                                        | TINK                                    | 13 | 26                                                                                        |
| Konstanz                                                     | 2018                                         | k. A.                                        | KONRAD                                  | 15 | 150                                                                                       |
| Langen (Hessen)                                              | Oktober 2017                                 | Byke                                         | Byke                                    | stationslos                                                                                                  | 100                                                                                       |
| Leipzig                                                      | 2005                                         | Nextbike                                     | Leipzig mobil Tochter von Nextbike      | 70 | knapp 1.000                                                                               |
| Leipzig                                                      | 2012                                         | Freie Lastenräder                            | KOLARA Le (Kollektiv Lastenrad Leipzig) | k. A. | um die 10                                                                                 |
| Lüneburg                                                     | 2013                                         | Call a Bike fix                              | StadtRAD Lüneburg                       | 27 | 150                                                                                       |
| Magdeburg                                                    | k. A.                                        | Call a Bike                                  | Call a Bike                             | 1 | k. A.                                                                                     |
| Mainz                                                        | 2012                                         | Nextbike                                     | MVGmeinRad                              | 120 | 960                                                                                       |
| Marburg                                                      | 2014–2017                                    | Call a Bike                                  | Call a Bike                             | 10 | 105                                                                                       |
| Marburg                                                      | 2017                                         | Nextbike                                     | Nextbike                                | 30 | 250                                                                                       |
| Marburg                                                      | 2017                                         | Freie Lastenräder                            | freie LASTEN                            | 10 | 18 Fahrräder, 11 Anhänger                                                                 |
| Mülheim a. d. Ruhr                                           | Mitte 2010                                   | Nextbike                                     | MetropolradRuhr                         | k. A. | 150 (2012)                                                                                |
| Mülheim a. d. Ruhr                                           | 2018, Testphase vom 10. April bis Juni       | Byke                                         | Byke                                    | 16 | 82                                                                                        |
| München                                                      | 2000                                         | Call a Bike flex                             | Call a Bike                             | k. A. | k. A.                                                                                     |
| München                                                      | Oktober 2015                                 | Nextbike                                     | MVG Rad, neues System ab September 2025 | 130 | 4.500                                                                                     |
| München                                                      | Oktober 2015                                 | Freie Lastenräder                            | Freie Lastenradler                      | 9 | k. A.                                                                                     |
| Münster                                                      | August 2021                                  | k. A.                                        | tretty                                  | stationlos                                                                                                   | 175                                                                                       |
| Norderstedt                                                  | April 2011                                   | Nextbike                                     | Nextbike                                | 14 |                                                                                           |
| Norderstedt                                                  | Juli 2016                                    | Nextbike                                     | TINK                                    | 14 | 24                                                                                        |
| Nürnberg                                                     | 2011 2018 eingestellt                        | Nextbike                                     | NorisBike                               | 75 | 810                                                                                       |
| Nürnberg                                                     | 2017                                         | Freie Lastenräder                            | Lastenrad für alle                      | 14 | 19                                                                                        |
| Nürnberg                                                     | 2019                                         | Nextbike                                     | VAG Rad                                 | 112, flexible Ausleihe und Rückgabe innerhalb einer rund 40 km² großen Zone in der Innenstadt und Langwasser | 2.550                                                                                     |
| Nürnberg                                                     | 2021                                         | Nextbike                                     | VAG LastenRad                           | 16 | 19                                                                                        |
| Offenburg                                                    | k. A.                                        | Nextbike                                     | Nextbike                                | k. A. | k. A.                                                                                     |
| Rostock                                                      | 2016                                         | k. A.                                        | HRO-Bike / elronex GmbH                 | k. A. | k. A.                                                                                     |
| Rostock                                                      | 2013                                         | k. A.                                        | ELROS / pironex GmbH                    | 5 | 28                                                                                        |
| Rüsselsheim am Main                                          | 2014                                         | Call a Bike                                  | Call a Bike                             | 6 | 30                                                                                        |
| Schwabach                                                    | 2024                                         | Nextbike                                     | VAG Rad                                 | 9, flexible Ausleihe und Rückgabe innerhalb einer rund 1,5 km² zentralen Zone                                | 50                                                                                        |
| Speyer                                                       | Mai 2015                                     | Nextbike                                     | VRNnextbike                             | k. A. | k. A.                                                                                     |
| Stuttgart, Metropolregion                                    | Mai 2018 (Vorgängersystem 2007)              | Deutsche Bahn Connect                        | Regiorad Stuttgart                      | 90 | 700+100                                                                                   |
| Sylt                                                         | Juli 2019                                    | MOQO                                         | JOJO Bikesharing                        | k. A. | 6                                                                                         |
| Insel Usedom, von Greifswald bis Świnoujście (Küstenbereich) | April 2011                                   | Nextbike, zusammen mit unabhängigen Partnern | UsedomRad GmbH                          | 106 | 1.000+ 30 Pedelecs                                                                        |
| Wiesbaden                                                    | 2014                                         | Call a Bike                                  | Call a Bike                             | 5 | 75                                                                                        |
| Würzburg                                                     | 2016                                         | Freie Lastenräder                            | Freies Lastenrad Würzburg               | 7 | 7                                                                                         |

### Österreich
| Stadt und Land                   | Inbetriebnahme Rückzug     | System                           | Name                                   | Anzahl Stationen | Anzahl Fahrräder | Bild |
| -------------------------------- | -------------------------- | -------------------------------- | -------------------------------------- | ---------------- | ---------------- | --- |
| Ellmau                           | Mai 2022                   | Nextbike                         | VVT Regiorad powered by Ellmau         | 3                | 20               | Bild gesucht Die Wikipedia wünscht sich an dieser Stelle ein Bild vom hier behandelten Ort. Weitere Infos zum Motiv findest du vielleicht auf der Diskussionsseite . Falls du dabei helfen möchtest, erklärt die Anleitung , wie das geht. BW |
| Innsbruck                        | April 2014                 | Nextbike                         | Stadtrad Innsbruck                     | 45               | 360              | |
| Klagenfurt                       | April 2017                 | Nextbike                         | Nextbike Klagenfurt                    | 11               | 60               | Bild gesucht Die Wikipedia wünscht sich an dieser Stelle ein Bild vom hier behandelten Ort. Weitere Infos zum Motiv findest du vielleicht auf der Diskussionsseite . Falls du dabei helfen möchtest, erklärt die Anleitung , wie das geht. BW |
| Kufstein                         | Mai 2022                   | Nextbike                         | VVT Regiorad powered by Kufstein mobil | 22               | 110              | |
| Kufstein                         | 2021                       | KLARA - das Kufsteiner Lastenrad | KLARA - das Kufsteiner Lastenrad       | 3                | 3                | Bild gesucht Die Wikipedia wünscht sich an dieser Stelle ein Bild vom hier behandelten Ort. Weitere Infos zum Motiv findest du vielleicht auf der Diskussionsseite . Falls du dabei helfen möchtest, erklärt die Anleitung , wie das geht. BW |
| Wien                             | Mai 2003 bis 31. März 2022 | Cyclocity                        | Citybike Wien                          | 121              | 1.500            | |
| Wien                             | 2010                       | Freie Lastenräder                | Lastenradkollektiv                     | k. A.            | 14               | Bild gesucht Die Wikipedia wünscht sich an dieser Stelle ein Bild vom hier behandelten Ort. Weitere Infos zum Motiv findest du vielleicht auf der Diskussionsseite . Falls du dabei helfen möchtest, erklärt die Anleitung , wie das geht. BW |
| Wien                             | August 2017 bis Juli 2018  | Ofo                              | Ofo                                    | stationslos      | 0                | Bild gesucht Die Wikipedia wünscht sich an dieser Stelle ein Bild vom hier behandelten Ort. Weitere Infos zum Motiv findest du vielleicht auf der Diskussionsseite . Falls du dabei helfen möchtest, erklärt die Anleitung , wie das geht. BW |
| Wien                             | März 2017                  | Donkey Republic                  | Donkey Republic                        | stationslos      | 100              | Bild gesucht Die Wikipedia wünscht sich an dieser Stelle ein Bild vom hier behandelten Ort. Weitere Infos zum Motiv findest du vielleicht auf der Diskussionsseite . Falls du dabei helfen möchtest, erklärt die Anleitung , wie das geht. BW |
| Wien                             | 1. April 2022              | Nextbike                         | WienMobil Rad                          | 220              | 3.000            | Bild gesucht Die Wikipedia wünscht sich an dieser Stelle ein Bild vom hier behandelten Ort. Weitere Infos zum Motiv findest du vielleicht auf der Diskussionsseite . Falls du dabei helfen möchtest, erklärt die Anleitung , wie das geht. BW |
| Wiener Neustadt Niederösterreich | 2011                       | Nextbike                         | Nextbike Niederösterreich              | 209              | 945              | Bild gesucht Die Wikipedia wünscht sich an dieser Stelle ein Bild vom hier behandelten Ort. Weitere Infos zum Motiv findest du vielleicht auf der Diskussionsseite . Falls du dabei helfen möchtest, erklärt die Anleitung , wie das geht. BW |

### Schweiz
| Stadt, ggf. weitere Orte/Städte                              | Inbetriebnahme                                      | System                        | Name                                           | Anzahl Stationen    | Anzahl Fahrräder      | Bild |
| ------------------------------------------------------------ | --------------------------------------------------- | ----------------------------- | ---------------------------------------------- | ------------------- | --------------------- | --- |
| Aarau, Suhr                                                  | k. A.                                               | carvelo2go                    | carvelo2go                                     | 7                   | 7                     | Bild gesucht Die Wikipedia wünscht sich an dieser Stelle ein Bild vom hier behandelten Ort. Weitere Infos zum Motiv findest du vielleicht auf der Diskussionsseite . Falls du dabei helfen möchtest, erklärt die Anleitung , wie das geht. BW |
| Baden, Ennetbaden, Wettingen                                 | Juni 2017                                           | carvelo2go                    | carvelo2go                                     | 6                   | 6                     | Bild gesucht Die Wikipedia wünscht sich an dieser Stelle ein Bild vom hier behandelten Ort. Weitere Infos zum Motiv findest du vielleicht auf der Diskussionsseite . Falls du dabei helfen möchtest, erklärt die Anleitung , wie das geht. BW |
| Basel                                                        | März 2016                                           | carvelo2go                    | carvelo2go                                     | 23                  | 24                    | Bild gesucht Die Wikipedia wünscht sich an dieser Stelle ein Bild vom hier behandelten Ort. Weitere Infos zum Motiv findest du vielleicht auf der Diskussionsseite . Falls du dabei helfen möchtest, erklärt die Anleitung , wie das geht. BW |
| Basel                                                        | Mai 2018                                            | Pick-e-Bike                   | Pick-e-Bike (führerscheinpflichtige E-Bikes)   | stationslos         | 250                   | Bild gesucht Die Wikipedia wünscht sich an dieser Stelle ein Bild vom hier behandelten Ort. Weitere Infos zum Motiv findest du vielleicht auf der Diskussionsseite . Falls du dabei helfen möchtest, erklärt die Anleitung , wie das geht. BW |
| Basel                                                        | September 2021                                      | Velospot (PubliBike AG)       | Velospot Basel                                 | 295                 | 1000                  | Bild gesucht Die Wikipedia wünscht sich an dieser Stelle ein Bild vom hier behandelten Ort. Weitere Infos zum Motiv findest du vielleicht auf der Diskussionsseite . Falls du dabei helfen möchtest, erklärt die Anleitung , wie das geht. BW |
| Bellinzona                                                   | k. A.                                               | carvelo2go                    | carvelo2go                                     | 3                   | 3                     | Bild gesucht Die Wikipedia wünscht sich an dieser Stelle ein Bild vom hier behandelten Ort. Weitere Infos zum Motiv findest du vielleicht auf der Diskussionsseite . Falls du dabei helfen möchtest, erklärt die Anleitung , wie das geht. BW |
| Bern                                                         | 1999 bis 2017                                       | Schweiz rollt                 | Bern rollt                                     | -                   | -                     | Bild gesucht Die Wikipedia wünscht sich an dieser Stelle ein Bild vom hier behandelten Ort. Weitere Infos zum Motiv findest du vielleicht auf der Diskussionsseite . Falls du dabei helfen möchtest, erklärt die Anleitung , wie das geht. BW |
| Bern                                                         | September 2015                                      | carvelo2go                    | carvelo2go                                     | 19                  | 22                    | Bild gesucht Die Wikipedia wünscht sich an dieser Stelle ein Bild vom hier behandelten Ort. Weitere Infos zum Motiv findest du vielleicht auf der Diskussionsseite . Falls du dabei helfen möchtest, erklärt die Anleitung , wie das geht. BW |
| Bern                                                         | Juni 2018 (vorher: altes System seit April 2012)    | Publibike                     | Velo Bern                                      | 245 (inkl. Vororte) | 1.600 (inkl. Vororte) | |
| Bern                                                         | 2018 bis 2020                                       | Bond (bis 2020 Smide)         | Bond (führerscheinpflichtige E-Bikes)          | stationslos         | -                     | Bild gesucht Die Wikipedia wünscht sich an dieser Stelle ein Bild vom hier behandelten Ort. Weitere Infos zum Motiv findest du vielleicht auf der Diskussionsseite . Falls du dabei helfen möchtest, erklärt die Anleitung , wie das geht. BW |
| Biel                                                         | Oktober 2010                                        | Velospot (PubliBike AG)       | Velospot Biel                                  | k. A.               | k. A.                 | Bild gesucht Die Wikipedia wünscht sich an dieser Stelle ein Bild vom hier behandelten Ort. Weitere Infos zum Motiv findest du vielleicht auf der Diskussionsseite . Falls du dabei helfen möchtest, erklärt die Anleitung , wie das geht. BW |
| Biel                                                         | September 2017                                      | carvelo2go                    | carvelo2go                                     | 7                   | 7                     | Bild gesucht Die Wikipedia wünscht sich an dieser Stelle ein Bild vom hier behandelten Ort. Weitere Infos zum Motiv findest du vielleicht auf der Diskussionsseite . Falls du dabei helfen möchtest, erklärt die Anleitung , wie das geht. BW |
| Burgdorf, Oberburg                                           | Juni 2017                                           | carvelo2go                    | carvelo2go                                     | 4                   | 4                     | Bild gesucht Die Wikipedia wünscht sich an dieser Stelle ein Bild vom hier behandelten Ort. Weitere Infos zum Motiv findest du vielleicht auf der Diskussionsseite . Falls du dabei helfen möchtest, erklärt die Anleitung , wie das geht. BW |
| Chur                                                         | 18. September 2023                                  | Nextbike (seit ca. Juli 2024) | Mooinz                                         | 20                  | 100                   | Bild gesucht Die Wikipedia wünscht sich an dieser Stelle ein Bild vom hier behandelten Ort. Weitere Infos zum Motiv findest du vielleicht auf der Diskussionsseite . Falls du dabei helfen möchtest, erklärt die Anleitung , wie das geht. BW |
| Freiburg                                                     | Juli 2018 (vorher: altes System seit April 2010)    | Publibike                     | Publibike                                      | 25                  | 200                   | Bild gesucht Die Wikipedia wünscht sich an dieser Stelle ein Bild vom hier behandelten Ort. Weitere Infos zum Motiv findest du vielleicht auf der Diskussionsseite . Falls du dabei helfen möchtest, erklärt die Anleitung , wie das geht. BW |
| Freiburg                                                     | k. A.                                               | carvelo2go                    | carvelo2go                                     | 6                   | 6                     | Bild gesucht Die Wikipedia wünscht sich an dieser Stelle ein Bild vom hier behandelten Ort. Weitere Infos zum Motiv findest du vielleicht auf der Diskussionsseite . Falls du dabei helfen möchtest, erklärt die Anleitung , wie das geht. BW |
| Genf                                                         | k. A.                                               | Donkey Republic               | VéloPartage                                    | k. A.               | k. A.                 | Bild gesucht Die Wikipedia wünscht sich an dieser Stelle ein Bild vom hier behandelten Ort. Weitere Infos zum Motiv findest du vielleicht auf der Diskussionsseite . Falls du dabei helfen möchtest, erklärt die Anleitung , wie das geht. BW |
| Genf                                                         | k. A.                                               | carvelo2go                    | carvelo2go                                     | 17                  | 18                    | Bild gesucht Die Wikipedia wünscht sich an dieser Stelle ein Bild vom hier behandelten Ort. Weitere Infos zum Motiv findest du vielleicht auf der Diskussionsseite . Falls du dabei helfen möchtest, erklärt die Anleitung , wie das geht. BW |
| Genf                                                         | Juni 2015 bis ca. 2020                              | Velospot (PubliBike AG)       | Genève roule/Schweiz rollt                     | k. A.               | k. A.                 | Bild gesucht Die Wikipedia wünscht sich an dieser Stelle ein Bild vom hier behandelten Ort. Weitere Infos zum Motiv findest du vielleicht auf der Diskussionsseite . Falls du dabei helfen möchtest, erklärt die Anleitung , wie das geht. BW |
| La Chaux-de-Fonds                                            | April 2014                                          | Velospot (PubliBike AG)       | La Chaux-de-Fonds roule/Schweiz rollt          | 16                  | 80                    | Bild gesucht Die Wikipedia wünscht sich an dieser Stelle ein Bild vom hier behandelten Ort. Weitere Infos zum Motiv findest du vielleicht auf der Diskussionsseite . Falls du dabei helfen möchtest, erklärt die Anleitung , wie das geht. BW |
| Langenthal                                                   | September 2017                                      | carvelo2go                    | carvelo2go                                     | 3                   | 3                     | Bild gesucht Die Wikipedia wünscht sich an dieser Stelle ein Bild vom hier behandelten Ort. Weitere Infos zum Motiv findest du vielleicht auf der Diskussionsseite . Falls du dabei helfen möchtest, erklärt die Anleitung , wie das geht. BW |
| Lausanne, Morges                                             | November 2017 (vorher: altes System seit Juni 2009) | Publibike                     | Publibike                                      | 32                  | 300                   | Bild gesucht Die Wikipedia wünscht sich an dieser Stelle ein Bild vom hier behandelten Ort. Weitere Infos zum Motiv findest du vielleicht auf der Diskussionsseite . Falls du dabei helfen möchtest, erklärt die Anleitung , wie das geht. BW |
| Lausanne, Morges                                             | September 2017                                      | carvelo2go                    | carvelo2go                                     | 26                  | ≥27                   | Bild gesucht Die Wikipedia wünscht sich an dieser Stelle ein Bild vom hier behandelten Ort. Weitere Infos zum Motiv findest du vielleicht auf der Diskussionsseite . Falls du dabei helfen möchtest, erklärt die Anleitung , wie das geht. BW |
| Le Locle                                                     | ca. 2020                                            | Donkey Republic               | Donkey Republic                                | k. A.               | k. A.                 | Bild gesucht Die Wikipedia wünscht sich an dieser Stelle ein Bild vom hier behandelten Ort. Weitere Infos zum Motiv findest du vielleicht auf der Diskussionsseite . Falls du dabei helfen möchtest, erklärt die Anleitung , wie das geht. BW |
| Lugano-Malcantone                                            | Dezember 2017 (vorher: altes System seit Juli 2010) | Publibike                     | Publibike                                      | 38                  | 208                   | Bild gesucht Die Wikipedia wünscht sich an dieser Stelle ein Bild vom hier behandelten Ort. Weitere Infos zum Motiv findest du vielleicht auf der Diskussionsseite . Falls du dabei helfen möchtest, erklärt die Anleitung , wie das geht. BW |
| Luzern, Kriens                                               | 2011                                                | Nextbike                      | Take a Bike (Betrieben von der Caritas Luzern) | 200                 | 1.000                 | Bild gesucht Die Wikipedia wünscht sich an dieser Stelle ein Bild vom hier behandelten Ort. Weitere Infos zum Motiv findest du vielleicht auf der Diskussionsseite . Falls du dabei helfen möchtest, erklärt die Anleitung , wie das geht. BW |
| Luzern, Kriens                                               | Juni 2017                                           | carvelo2go                    | carvelo2go                                     | 10                  | 10                    | Bild gesucht Die Wikipedia wünscht sich an dieser Stelle ein Bild vom hier behandelten Ort. Weitere Infos zum Motiv findest du vielleicht auf der Diskussionsseite . Falls du dabei helfen möchtest, erklärt die Anleitung , wie das geht. BW |
| Neuenburg (französisch Neuchâtel)                            | Juli 2013                                           | Velospot (PubliBike AG)       | Neuchâtel roule/Schweiz rollt                  | 20                  | 300                   | Bild gesucht Die Wikipedia wünscht sich an dieser Stelle ein Bild vom hier behandelten Ort. Weitere Infos zum Motiv findest du vielleicht auf der Diskussionsseite . Falls du dabei helfen möchtest, erklärt die Anleitung , wie das geht. BW |
| Nyon, Divonne-les-Bains, Gland                               | Juni 2018 (vorher: altes System seit ?)             | Publibike                     | La Côte                                        | 13                  | 130                   | Bild gesucht Die Wikipedia wünscht sich an dieser Stelle ein Bild vom hier behandelten Ort. Weitere Infos zum Motiv findest du vielleicht auf der Diskussionsseite . Falls du dabei helfen möchtest, erklärt die Anleitung , wie das geht. BW |
| Romont, Avenches, Cheyres, Estavayer-le-Lac, Murten, Payerne | Juli 2011                                           | Publibike                     | Publibike                                      | 10                  | k. A.                 | Bild gesucht Die Wikipedia wünscht sich an dieser Stelle ein Bild vom hier behandelten Ort. Weitere Infos zum Motiv findest du vielleicht auf der Diskussionsseite . Falls du dabei helfen möchtest, erklärt die Anleitung , wie das geht. BW |
| Sitten (französisch Sion)                                    | März 2018 (vorher: altes System seit November 2010) | Publibike                     | Publibike                                      | 6                   | 7                     | |
| Sitten (französisch Sion)                                    | k. A.                                               | carvelo2go                    | carvelo2go                                     | 6                   | 7                     | Bild gesucht Die Wikipedia wünscht sich an dieser Stelle ein Bild vom hier behandelten Ort. Weitere Infos zum Motiv findest du vielleicht auf der Diskussionsseite . Falls du dabei helfen möchtest, erklärt die Anleitung , wie das geht. BW |
| St. Gallen                                                   | Juli 2016                                           | carvelo2go                    | carvelo2go                                     | 5                   | 5                     | Bild gesucht Die Wikipedia wünscht sich an dieser Stelle ein Bild vom hier behandelten Ort. Weitere Infos zum Motiv findest du vielleicht auf der Diskussionsseite . Falls du dabei helfen möchtest, erklärt die Anleitung , wie das geht. BW |
| Thun                                                         | Mai 2020                                            | Donkey Republic               | Donkey Republic                                | k. A.               | k. A.                 | Bild gesucht Die Wikipedia wünscht sich an dieser Stelle ein Bild vom hier behandelten Ort. Weitere Infos zum Motiv findest du vielleicht auf der Diskussionsseite . Falls du dabei helfen möchtest, erklärt die Anleitung , wie das geht. BW |
| Thun                                                         | Mai 2018                                            | carvelo2go                    | carvelo2go                                     | 5                   | 5                     | Bild gesucht Die Wikipedia wünscht sich an dieser Stelle ein Bild vom hier behandelten Ort. Weitere Infos zum Motiv findest du vielleicht auf der Diskussionsseite . Falls du dabei helfen möchtest, erklärt die Anleitung , wie das geht. BW |
| Thun                                                         | August 2014 bis April 2020                          | Velospot (PubliBike AG)       | Velospot Thun                                  | 25                  | 120                   | Bild gesucht Die Wikipedia wünscht sich an dieser Stelle ein Bild vom hier behandelten Ort. Weitere Infos zum Motiv findest du vielleicht auf der Diskussionsseite . Falls du dabei helfen möchtest, erklärt die Anleitung , wie das geht. BW |
| Vevey                                                        | Juni 2016                                           | carvelo2go                    | carvelo2go                                     | 3                   | 3                     | Bild gesucht Die Wikipedia wünscht sich an dieser Stelle ein Bild vom hier behandelten Ort. Weitere Infos zum Motiv findest du vielleicht auf der Diskussionsseite . Falls du dabei helfen möchtest, erklärt die Anleitung , wie das geht. BW |
| Vevey                                                        | k. A.                                               | Velospot (PubliBike AG)       | Riviera                                        | k. A.               | k. A.                 | Bild gesucht Die Wikipedia wünscht sich an dieser Stelle ein Bild vom hier behandelten Ort. Weitere Infos zum Motiv findest du vielleicht auf der Diskussionsseite . Falls du dabei helfen möchtest, erklärt die Anleitung , wie das geht. BW |
| Winterthur                                                   | Juni 2017                                           | carvelo2go                    | carvelo2go                                     | 7                   | 7                     | |
| Yverdon-les-Bains                                            | ca. 2020                                            | Donkey Republic               | Donkey Republic                                | k. A.               | k. A.                 | Bild gesucht Die Wikipedia wünscht sich an dieser Stelle ein Bild vom hier behandelten Ort. Weitere Infos zum Motiv findest du vielleicht auf der Diskussionsseite . Falls du dabei helfen möchtest, erklärt die Anleitung , wie das geht. BW |
| Yverdon-les-Bains                                            | k. A.                                               | carvelo2go                    | carvelo2go                                     | 5                   | 6                     | Bild gesucht Die Wikipedia wünscht sich an dieser Stelle ein Bild vom hier behandelten Ort. Weitere Infos zum Motiv findest du vielleicht auf der Diskussionsseite . Falls du dabei helfen möchtest, erklärt die Anleitung , wie das geht. BW |
| Zug, Cham, Steinhausen                                       | Mai 2018                                            | carvelo2go                    | carvelo2go                                     | 7                   | 7                     | Bild gesucht Die Wikipedia wünscht sich an dieser Stelle ein Bild vom hier behandelten Ort. Weitere Infos zum Motiv findest du vielleicht auf der Diskussionsseite . Falls du dabei helfen möchtest, erklärt die Anleitung , wie das geht. BW |
| Zürich                                                       | Seit 1994                                           | Schweiz rollt                 | Züri rollt                                     | 8                   | 300                   | Bild gesucht Die Wikipedia wünscht sich an dieser Stelle ein Bild vom hier behandelten Ort. Weitere Infos zum Motiv findest du vielleicht auf der Diskussionsseite . Falls du dabei helfen möchtest, erklärt die Anleitung , wie das geht. BW |
| Zürich                                                       | Oktober 2016                                        | Bond (bis 2020 Smide)         | Bond (führerscheinpflichtige E-Bikes)          | stationslos         | 250                   | Bild gesucht Die Wikipedia wünscht sich an dieser Stelle ein Bild vom hier behandelten Ort. Weitere Infos zum Motiv findest du vielleicht auf der Diskussionsseite . Falls du dabei helfen möchtest, erklärt die Anleitung , wie das geht. BW |
| Zürich                                                       | Juni 2017                                           | carvelo2go                    | carvelo2go                                     | 28                  | ≥29                   | |
| Zürich                                                       | Januar 2018                                         | LimeBike                      | LimeBike                                       | stationslos         | 200                   | Bild gesucht Die Wikipedia wünscht sich an dieser Stelle ein Bild vom hier behandelten Ort. Weitere Infos zum Motiv findest du vielleicht auf der Diskussionsseite . Falls du dabei helfen möchtest, erklärt die Anleitung , wie das geht. BW |
| Zürich                                                       | April 2018                                          | Publibike                     | Züri Velo                                      | 122                 | 1.500                 | |

### Frankreich
| Stadt           | Inbetriebnahme          | System                                                                           | Name                              | Anzahl Stationen | Anzahl Fahrräder | Bild |
| --------------- | ----------------------- | -------------------------------------------------------------------------------- | --------------------------------- | ---------------- | ---------------- | --- |
| Aix-en-Provence | 2007 Mai bis 2011 Mai   | k. A.                                                                            | Vhello (geschlossen)              | 16               | k. A.            | |
| Avignon         | Juni 2009               | Smoove                                                                           | velopop                           | 20               | 220              | |
| Bordeaux        | Februar 2010            | k. A.                                                                            | VCUB                              | 174              | 1.700            | |
| Dijon           | Februar 2008            | k. A.                                                                            | DiviaVélo                         | k. A.            | k. A.            | Bild gesucht Die Wikipedia wünscht sich an dieser Stelle ein Bild vom hier behandelten Ort. Weitere Infos zum Motiv findest du vielleicht auf der Diskussionsseite . Falls du dabei helfen möchtest, erklärt die Anleitung , wie das geht. BW |
| Dünkirchen      | September 2013          | k. A.                                                                            | dk'vélo                           | 46               | k. A.            | |
| Lyon            | 2005                    | Cyclocity                                                                        | vélo'v                            | 349              | 4.000            | |
| Marseille       | Oktober 2007            | Cyclocity                                                                        | Le vélo                           | k. A.            | k. A.            | k. A. |
| Montpellier     | April 2012              | Smoove                                                                           | Vélomagg                          | 52               | 564              | |
| Nantes          | k. A.                   | Cyclocity                                                                        | Bicloo                            | k. A.            | k. A.            | Bild gesucht Die Wikipedia wünscht sich an dieser Stelle ein Bild vom hier behandelten Ort. Weitere Infos zum Motiv findest du vielleicht auf der Diskussionsseite . Falls du dabei helfen möchtest, erklärt die Anleitung , wie das geht. BW |
| Nizza           | Juni 2009               | Smoove                                                                           | Vélo bleu                         | 175              | 1750             | |
| Orléans         | k. A.                   | k. A.                                                                            | Agglo veloplus                    | k. A.            | k. A.            | Bild gesucht Die Wikipedia wünscht sich an dieser Stelle ein Bild vom hier behandelten Ort. Weitere Infos zum Motiv findest du vielleicht auf der Diskussionsseite . Falls du dabei helfen möchtest, erklärt die Anleitung , wie das geht. BW |
| Paris           | Juli 2007 / Januar 2018 | Smoove                                                                           | Vélib’ Métropole                  | 1202             | 20.000           | |
| Paris           | November 2017           | Gobee Bike, Ofo, Mobike und OBike (Gobee zog sich im Februar 2018 wieder zurück) | Gobee Bike, Ofo, Mobike und OBike | stationslos      | k. A.            | Bild gesucht Die Wikipedia wünscht sich an dieser Stelle ein Bild vom hier behandelten Ort. Weitere Infos zum Motiv findest du vielleicht auf der Diskussionsseite . Falls du dabei helfen möchtest, erklärt die Anleitung , wie das geht. BW |
| Perpignan       | Februar 2008            | k. A.                                                                            | Bip!                              | k. A.            | k. A.            | |
| Rennes          | 1998                    | k. A.                                                                            | Vélo à la carte                   | k. A.            | k. A.            | Bild gesucht Die Wikipedia wünscht sich an dieser Stelle ein Bild vom hier behandelten Ort. Weitere Infos zum Motiv findest du vielleicht auf der Diskussionsseite . Falls du dabei helfen möchtest, erklärt die Anleitung , wie das geht. BW |
| Straßburg       | 2010                    | k. A.                                                                            | Vélhop                            | 20               | 6.000            | |
| Toulouse        | 2007                    | Cyclocity                                                                        | VélÔToulouse                      | k. A.            | k. A.            | Bild gesucht Die Wikipedia wünscht sich an dieser Stelle ein Bild vom hier behandelten Ort. Weitere Infos zum Motiv findest du vielleicht auf der Diskussionsseite . Falls du dabei helfen möchtest, erklärt die Anleitung , wie das geht. BW |

### Italien
| Stadt   | Inbetriebnahme               | System | Name                | Anzahl Stationen | Anzahl Fahrräder | Bild |
| ------- | ---------------------------- | ------ | ------------------- | ---------------- | ---------------- | --- |
| Mailand | k. A.                        | k. A.  | Bikemi              | k. A.            | k. A.            | |
| Meran   | Oktober 2019                 | MOQO   | bike sharing merano | 4                | 60               | |
| Rom     | 2008                         | k. A.  | [ 181 ]             | k. A.            | k. A.            | Bild gesucht Die Wikipedia wünscht sich an dieser Stelle ein Bild vom hier behandelten Ort. Weitere Infos zum Motiv findest du vielleicht auf der Diskussionsseite . Falls du dabei helfen möchtest, erklärt die Anleitung , wie das geht. BW |
| Vicenza | September 2011 (eingestellt) | Smoove | Smoove              | 2                | 30               | Bild gesucht Die Wikipedia wünscht sich an dieser Stelle ein Bild vom hier behandelten Ort. Weitere Infos zum Motiv findest du vielleicht auf der Diskussionsseite . Falls du dabei helfen möchtest, erklärt die Anleitung , wie das geht. BW |

### Polen
Datensynchronisation basierend auf einer Liste von Bikesharing-Systemen in Polen.
| Stadt                                            | Inbetriebnahme | System                                   | Name | Anzahl Stationen | Anzahl Fahrräder | Bild |
| ------------------------------------------------ | -------------- | ---------------------------------------- | --- | ---------------- | ---------------- | --- |
| Breslau (Wrocław)                                | k. A.          | Nextbike                                 | Wrocław City Bike                                                                                          | 200              | 2.065            | |
| Koszalin                                         | k. A.          | Nextbike                                 | Koszaliński Rower Miejski                                                                                  | 10               | 100              | Bild gesucht Die Wikipedia wünscht sich an dieser Stelle ein Bild vom hier behandelten Ort. Weitere Infos zum Motiv findest du vielleicht auf der Diskussionsseite . Falls du dabei helfen möchtest, erklärt die Anleitung , wie das geht. BW |
| Krakau (Kraków)                                  | 2008           | Wavelo (bis 2016: BikeOne bzw. KMK Bike) | Wavelo | 162              | 1500             | Wavelo-Räder an der Station Rondo Grzegórzeckie |
| Międzyzdroje                                     | k. A.          | Baltic Bike                              | Blaue Fahrräder vom Typ Hercules; Partner von UsedomRad                                                    | k. A.            | k. A.            | |
| Opole                                            | 2012           | Nextbike                                 | Nextbike                                                                                                   | k. A.            | k. A.            | |
| Posen (Poznań)                                   | 2012           | Nextbike                                 | k. A. | 178              | 1.600            | Bike SRM |
| Stettin (Szczecin)                               | 2014           | Nextbike                                 | Grüne Fahrräder Bike_S.                                                                                    | 87               | 520              | Bike SRM |
| Swinemünde (Świnoujście)                         | k. A.          | Baltic Bike                              | Blaue Fahrräder vom Typ Hercules; Partner von UsedomRad                                                    | 5                | 40               | Bild gesucht Die Wikipedia wünscht sich an dieser Stelle ein Bild vom hier behandelten Ort. Weitere Infos zum Motiv findest du vielleicht auf der Diskussionsseite . Falls du dabei helfen möchtest, erklärt die Anleitung , wie das geht. BW |
| Tychy                                            | 2017           | Nextbike                                 | Silberne Fahrräder unter dem Namen Tyski Rower in drei Ausführungen, für Erwachsene, Kinder und als Tandem | 7                | 60               | Tyski Rower |
| Warschau                                         | 2012           | Nextbike                                 | Veturilo                                                                                                   | 400              | 5.800            | |
| Katowice in die Metropole integriert             | 2010           | Nextbike                                 | in die Metropole integriert                                                                                | 76               | 632              | Bike SRM |
| Gliwice                                          | 2017           | roovee                                   | | 30               | 300              | Bike SRM |
| Siemianowice Śląskie in die Metropole integriert | 2018           | Nextbike                                 | | 12               | 120              | |
| Chorzów in die Metropole integriert              | 2018           | Nextbikenextbike                         | | 46               | 460              | |
| Sosnowiec in die Metropole integriert            | 2018           | Nextbike                                 | | 23               | 300              | Bike SRM |
| Toruń                                            | 2014           | bikeU                                    | | 44               | 450              | |
| Bydgoszcz                                        | 2015           | bikeU                                    | | 54               | 590              | |

### Spanien
| Stadt     | Inbetriebnahme | System    | Name          | Anzahl Stationen | Anzahl Fahrräder | Bild |
| --------- | -------------- | --------- | ------------- | ---------------- | ---------------- | --- |
| Barcelona | März 2007      | k. A.     | Bicing        | 420              | 6.000            | |
| Burgos    | k. A.          | k. A.     | Bicibur       | k. A.            | k. A.            | Bild gesucht Die Wikipedia wünscht sich an dieser Stelle ein Bild vom hier behandelten Ort. Weitere Infos zum Motiv findest du vielleicht auf der Diskussionsseite . Falls du dabei helfen möchtest, erklärt die Anleitung , wie das geht. BW |
| Córdoba   | k. A.          | Cyclocity | Cyclocity     | k. A.            | k. A.            | Bild gesucht Die Wikipedia wünscht sich an dieser Stelle ein Bild vom hier behandelten Ort. Weitere Infos zum Motiv findest du vielleicht auf der Diskussionsseite . Falls du dabei helfen möchtest, erklärt die Anleitung , wie das geht. BW |
| Gijón     | k. A.          | Cyclocity | [ 192 ]       | k. A.            | k. A.            | Bild gesucht Die Wikipedia wünscht sich an dieser Stelle ein Bild vom hier behandelten Ort. Weitere Infos zum Motiv findest du vielleicht auf der Diskussionsseite . Falls du dabei helfen möchtest, erklärt die Anleitung , wie das geht. BW |
| Madrid    | k. A.          | k. A.     | BiciMAD       | 165              | 2.028            | |
| Palma     | geplant        | k. A.     | [ 194 ]       | k. A.            | k. A.            | Bild gesucht Die Wikipedia wünscht sich an dieser Stelle ein Bild vom hier behandelten Ort. Weitere Infos zum Motiv findest du vielleicht auf der Diskussionsseite . Falls du dabei helfen möchtest, erklärt die Anleitung , wie das geht. BW |
| Pamplona  | Juni 2007      | k. A.     | [ 195 ]       | k. A.            | k. A.            | Bild gesucht Die Wikipedia wünscht sich an dieser Stelle ein Bild vom hier behandelten Ort. Weitere Infos zum Motiv findest du vielleicht auf der Diskussionsseite . Falls du dabei helfen möchtest, erklärt die Anleitung , wie das geht. BW |
| Saragossa | k. A.          | k. A.     | Bizi Zaragoza | k. A.            | k. A.            | Bild gesucht Die Wikipedia wünscht sich an dieser Stelle ein Bild vom hier behandelten Ort. Weitere Infos zum Motiv findest du vielleicht auf der Diskussionsseite . Falls du dabei helfen möchtest, erklärt die Anleitung , wie das geht. BW |
| Sevilla   | April 2007     | Cyclocity | Servici       | 250              | 2.500            | Bild gesucht Die Wikipedia wünscht sich an dieser Stelle ein Bild vom hier behandelten Ort. Weitere Infos zum Motiv findest du vielleicht auf der Diskussionsseite . Falls du dabei helfen möchtest, erklärt die Anleitung , wie das geht. BW |
| Valencia  | Juni 2010      | Cyclocity | Valenbisi     | k. A.            | k. A.            | Bild gesucht Die Wikipedia wünscht sich an dieser Stelle ein Bild vom hier behandelten Ort. Weitere Infos zum Motiv findest du vielleicht auf der Diskussionsseite . Falls du dabei helfen möchtest, erklärt die Anleitung , wie das geht. BW |

### Übrige europäische Länder
| Land                   | Stadt           | Inbetriebnahme                                       | System, Beschreibung | Name                             | Anzahl Stationen                 | Anzahl Fahrräder           | Bild |
| ---------------------- | --------------- | ---------------------------------------------------- | --- | -------------------------------- | -------------------------------- | -------------------------- | --- |
| Belgien                | Antwerpen       | 2011-06-09                                           | kleine leichtgängige Fahrräder mit einem kleinen Vorderrad und einem größeren Hinterrad; rote Rahmen, Speichenschutz weiß. Anfangs gab es 80 Stationen mit 1000 Fahrrädern, schrittweise vergrößert. Auf der hinteren Speichenabdeckung der Räder steht der Werbespruch Slim naar Antwerpen („Klug zu Antwerpen“) | Velo                             | 342                              | 4.200 Stand Ende 2019      | |
| Belgien                | Brüssel         | Mai 2009                                             | Cyclocity | Villo!                           | 360                              | 5.000                      | |
| Dänemark               | Aarhus          | 2005                                                 | k. A. | Aarhus Bycykel                   | k. A.                            | k. A.                      | |
| Dänemark               | Kopenhagen      | 1995, 2012 eingestellt; neues System seit April 2014 | k. A. | Bycyklen                         | 105                              | 1.260 (1860 im Endzustand) | Bild gesucht Die Wikipedia wünscht sich an dieser Stelle ein Bild vom hier behandelten Ort. Weitere Infos zum Motiv findest du vielleicht auf der Diskussionsseite . Falls du dabei helfen möchtest, erklärt die Anleitung , wie das geht. BW |
| Finnland               | Helsinki        | 2000 (2010 eingestellt); seit 2016 neues System      | Smoove | Fahrradverleihsystem in Helsinki | 150                              | 1.500                      | |
| Griechenland           | Korfu           | September 2010                                       | Smoove | easyBike                         | 8                                | 100                        | Bild gesucht Die Wikipedia wünscht sich an dieser Stelle ein Bild vom hier behandelten Ort. Weitere Infos zum Motiv findest du vielleicht auf der Diskussionsseite . Falls du dabei helfen möchtest, erklärt die Anleitung , wie das geht. BW |
| Irland                 | Dublin          | 2008                                                 | Cyclocity | dublinbikes                      | 101                              | 1.500                      | |
| Lettland               | Riga (+Jūrmala) | k. A.                                                | Nextbike | BalticBike                       | k. A.                            | 140                        | |
| Luxemburg              | Luxemburg       | März 2008                                            | k. A. | Vel'oh                           | 54                               | 250                        | |
| Niederlande            | Amsterdam       | 1999                                                 | k. A. | Depo (geschlossen)               | k. A.                            | k. A.                      | |
| Niederlande            | Amsterdam       | 2003                                                 | k. A. | OV-fiets                         | 300 (2017)                       | 14.500 (2017)              | |
| Niederlande            | Rotterdam       | 2009-01                                              | Die Räder haben einen zuschaltbaren E-Motor und sind auf 24 km/h begrenzt. | Gobike                           |                                  | 150 (2009)                 | |
| Norwegen               | Oslo            | k. A.                                                | k. A. | Oslo Bycsykkel                   | k. A.                            | k. A.                      | |
| Norwegen               | Sandnes         | 1996                                                 | k. A. | [ 217 ]                          | k. A.                            | k. A.                      | Bild gesucht Die Wikipedia wünscht sich an dieser Stelle ein Bild vom hier behandelten Ort. Weitere Infos zum Motiv findest du vielleicht auf der Diskussionsseite . Falls du dabei helfen möchtest, erklärt die Anleitung , wie das geht. BW |
| Norwegen               | Trondheim       | k. A.                                                | k. A. | Adshel                           | k. A.                            | k. A.                      | Bild gesucht Die Wikipedia wünscht sich an dieser Stelle ein Bild vom hier behandelten Ort. Weitere Infos zum Motiv findest du vielleicht auf der Diskussionsseite . Falls du dabei helfen möchtest, erklärt die Anleitung , wie das geht. BW |
| Portugal               | Aveiro          | 2000                                                 | k. A. | Moveaveiro                       | k. A.                            | k. A.                      | Bild gesucht Die Wikipedia wünscht sich an dieser Stelle ein Bild vom hier behandelten Ort. Weitere Infos zum Motiv findest du vielleicht auf der Diskussionsseite . Falls du dabei helfen möchtest, erklärt die Anleitung , wie das geht. BW |
| Portugal               | Torres Vedras   | Mai 2013                                             | k. A. | Agostinhas                       | 11                               | 260                        | |
| Russland               | Moskau          | Juni 2013                                            | Anbieter: VTB; Smoove und andere | russisch Велобайк                | k. A.                            | k. A.                      | |
| Schweden               | Göteborg        | 2005                                                 | k. A. | Styr & ställ                     | 60                               | 1000                       | |
| Schweden               | Stockholm       | 2005                                                 | City Bikes Alvedon | City Bikes                       | 140 Saisonal manchmal etwas mehr | 2000                       | |
| Slowakei               | Trnava          | ?                                                    | Arboria bike (freebike) | [ 225 ]                          | 13                               |                            | Bild gesucht Die Wikipedia wünscht sich an dieser Stelle ein Bild vom hier behandelten Ort. Weitere Infos zum Motiv findest du vielleicht auf der Diskussionsseite . Falls du dabei helfen möchtest, erklärt die Anleitung , wie das geht. BW |
| Tschechien             | Prag            | 2005                                                 | Arboria bike (freebike) | [ 226 ]                          | mehr als 150                     | k. A.                      | Bild gesucht Die Wikipedia wünscht sich an dieser Stelle ein Bild vom hier behandelten Ort. Weitere Infos zum Motiv findest du vielleicht auf der Diskussionsseite . Falls du dabei helfen möchtest, erklärt die Anleitung , wie das geht. BW |
| Türkei                 | Alanya          | k. A.                                                | Call a Bike | Call a Bike                      | 20                               | k. A.                      | Bild gesucht Die Wikipedia wünscht sich an dieser Stelle ein Bild vom hier behandelten Ort. Weitere Infos zum Motiv findest du vielleicht auf der Diskussionsseite . Falls du dabei helfen möchtest, erklärt die Anleitung , wie das geht. BW |
| Ungarn                 | Budapest        | 2014                                                 | Nextbike | MOL BuBi                         | 112                              | 1270                       | |
| Vereinigtes Königreich | Bristol         | k. A.                                                | k. A. | Hour Bike                        | k. A.                            | k. A.                      | Bild gesucht Die Wikipedia wünscht sich an dieser Stelle ein Bild vom hier behandelten Ort. Weitere Infos zum Motiv findest du vielleicht auf der Diskussionsseite . Falls du dabei helfen möchtest, erklärt die Anleitung , wie das geht. BW |
| Vereinigtes Königreich | London          | Juli 2010                                            | Bixi | Santander Cycles                 | 750                              | 11.500                     | |
| Vereinigtes Königreich | Slough          | 2013                                                 | Smoove | Cycle Hire                       | k. A.                            | k. A.                      | Bild gesucht Die Wikipedia wünscht sich an dieser Stelle ein Bild vom hier behandelten Ort. Weitere Infos zum Motiv findest du vielleicht auf der Diskussionsseite . Falls du dabei helfen möchtest, erklärt die Anleitung , wie das geht. BW |
| Zypern                 | Nikosia         | September 2011                                       | Smoove | Bike in Action                   | 335                              | 27                         | Bild gesucht Die Wikipedia wünscht sich an dieser Stelle ein Bild vom hier behandelten Ort. Weitere Infos zum Motiv findest du vielleicht auf der Diskussionsseite . Falls du dabei helfen möchtest, erklärt die Anleitung , wie das geht. BW |

### Asien und Ozeanien
| Land                         | Stadt      | Inbetriebnahme          | System                              | Name                           | Anzahl Stationen | Anzahl Fahrräder | Bild |
| ---------------------------- | ---------- | ----------------------- | ----------------------------------- | ------------------------------ | ---------------- | ---------------- | --- |
| Australien                   | Brisbane   | 2010                    | Cyclocity                           | CityCycle                      | 100              | 1200             | Bild gesucht Die Wikipedia wünscht sich an dieser Stelle ein Bild vom hier behandelten Ort. Weitere Infos zum Motiv findest du vielleicht auf der Diskussionsseite . Falls du dabei helfen möchtest, erklärt die Anleitung , wie das geht. BW |
| Australien                   | Melbourne  | Mai 2010                | k. A.                               | Melbourne Bike Share           | 52               | 610              | Mietstation in der Swanston Street |
| Volksrepublik China          | Metropolen | 2005 bis 2017           | DiDi, Hello bzw. HelloBike, Meituan | Fahrradverleihsystem in Peking | stationslos      | k. A.            | |
| Georgien                     | Batumi     | 2013                    | Smoove                              | BatumVelo                      | 19               | 360              | Bild gesucht Die Wikipedia wünscht sich an dieser Stelle ein Bild vom hier behandelten Ort. Weitere Infos zum Motiv findest du vielleicht auf der Diskussionsseite . Falls du dabei helfen möchtest, erklärt die Anleitung , wie das geht. BW |
| Israel                       | Tel Aviv   | Mai 2011                | k. A.                               | Tel-O-Fun                      | k. A.            | k. A.            | |
| Japan                        | Toyama     | 2010                    | Cyclocity                           | Cyclocity                      | 15               | 150              | Bild gesucht Die Wikipedia wünscht sich an dieser Stelle ein Bild vom hier behandelten Ort. Weitere Infos zum Motiv findest du vielleicht auf der Diskussionsseite . Falls du dabei helfen möchtest, erklärt die Anleitung , wie das geht. BW |
| Kasachstan                   | Astana     | Juli 2014               | Smoove                              | Astana-Bike                    | 150              | 1000             | Велосипедная парковка "Astana Bike" |
| Oman                         | Maskat     | k. A.                   | Cyclocity                           | Cyclocity                      | k. A.            | k. A.            | Bild gesucht Die Wikipedia wünscht sich an dieser Stelle ein Bild vom hier behandelten Ort. Weitere Infos zum Motiv findest du vielleicht auf der Diskussionsseite . Falls du dabei helfen möchtest, erklärt die Anleitung , wie das geht. BW |
| Singapur                     | Singapur   | 1999 (2002 geschlossen) | k. A.                               | Vélo à la Carte                | k. A.            | k. A.            | Bild gesucht Die Wikipedia wünscht sich an dieser Stelle ein Bild vom hier behandelten Ort. Weitere Infos zum Motiv findest du vielleicht auf der Diskussionsseite . Falls du dabei helfen möchtest, erklärt die Anleitung , wie das geht. BW |
| Singapur                     | Singapur   | Februar 2017            | oBike                               | oBike                          | stationslos      | 1000             | Bild gesucht Die Wikipedia wünscht sich an dieser Stelle ein Bild vom hier behandelten Ort. Weitere Infos zum Motiv findest du vielleicht auf der Diskussionsseite . Falls du dabei helfen möchtest, erklärt die Anleitung , wie das geht. BW |
| Taiwan                       | Taipeh     | 2016                    | k. A.                               | YouBike                        | k. A.            | k. A.            | |
| Türkei (asiatischer Teil)    | Konya      | k. A.                   | Nextbike                            | Nextbike                       | k. A.            | k. A.            | Bild gesucht Die Wikipedia wünscht sich an dieser Stelle ein Bild vom hier behandelten Ort. Weitere Infos zum Motiv findest du vielleicht auf der Diskussionsseite . Falls du dabei helfen möchtest, erklärt die Anleitung , wie das geht. BW |
| Vereinigte Arabische Emirate | Dubai      | k. A.                   | Nextbike                            | Nextbike                       | k. A.            | k. A.            | Bild gesucht Die Wikipedia wünscht sich an dieser Stelle ein Bild vom hier behandelten Ort. Weitere Infos zum Motiv findest du vielleicht auf der Diskussionsseite . Falls du dabei helfen möchtest, erklärt die Anleitung , wie das geht. BW |

### Amerika
| Land               | Stadt! Stadt       | Inbetriebnahme           | System             | Name              | Anzahl Stationen | Anzahl Fahrräder | Bild |
| ------------------ | ------------------ | ------------------------ | ------------------ | ----------------- | ---------------- | ---------------- | --- |
| Brasilien          | Rio de Janeiro     | k. A.                    | k. A.              | BikeRio           | 60               | 600              | |
| Brasilien          | São Paulo          | 2012                     | k. A.              | BikeSampa         | 240              | 2000             | Bild gesucht Die Wikipedia wünscht sich an dieser Stelle ein Bild vom hier behandelten Ort. Weitere Infos zum Motiv findest du vielleicht auf der Diskussionsseite . Falls du dabei helfen möchtest, erklärt die Anleitung , wie das geht. BW |
| Kanada             | Montreal           | Mai 2009                 | Bixi               | Bixi Montreal     | 411 (2012)       | 5120 (2012)      | |
| Kanada             | Ottawa (+Gatineau) | Juni 2009 bis Juli 2015  | Bixi               | Capital Bixi      | 25               | 250              | Bild gesucht Die Wikipedia wünscht sich an dieser Stelle ein Bild vom hier behandelten Ort. Weitere Infos zum Motiv findest du vielleicht auf der Diskussionsseite . Falls du dabei helfen möchtest, erklärt die Anleitung , wie das geht. BW |
| Kanada             | Ottawa (+Gatineau) | Juli 2015                | CycleHop           | VeloGO            | k. A.            | k. A.            | Bild gesucht Die Wikipedia wünscht sich an dieser Stelle ein Bild vom hier behandelten Ort. Weitere Infos zum Motiv findest du vielleicht auf der Diskussionsseite . Falls du dabei helfen möchtest, erklärt die Anleitung , wie das geht. BW |
| Mexiko             | Guadalajara        | 2014                     | k. A.              | MiBici            | k. A.            | k. A.            | Bild gesucht Die Wikipedia wünscht sich an dieser Stelle ein Bild vom hier behandelten Ort. Weitere Infos zum Motiv findest du vielleicht auf der Diskussionsseite . Falls du dabei helfen möchtest, erklärt die Anleitung , wie das geht. BW |
| Mexiko             | Mexiko-Stadt       | 2010                     | k. A.              | Ecobici           | k. A.            | k. A.            | |
| Mexiko             | Zapopan            | 2015                     | k. A.              | MiBici            | k. A.            | k. A.            | Bild gesucht Die Wikipedia wünscht sich an dieser Stelle ein Bild vom hier behandelten Ort. Weitere Infos zum Motiv findest du vielleicht auf der Diskussionsseite . Falls du dabei helfen möchtest, erklärt die Anleitung , wie das geht. BW |
| Vereinigte Staaten | Miami Beach        | 2011                     | DECOBIKE           | DECOBIKE          | 147              | k. A.            | Bild gesucht Die Wikipedia wünscht sich an dieser Stelle ein Bild vom hier behandelten Ort. Weitere Infos zum Motiv findest du vielleicht auf der Diskussionsseite . Falls du dabei helfen möchtest, erklärt die Anleitung , wie das geht. BW |
| Vereinigte Staaten | Portland (Oregon)  | 2008                     | BIKETOWN           | BIKETOWN          | 100              | k. A.            | Bild gesucht Die Wikipedia wünscht sich an dieser Stelle ein Bild vom hier behandelten Ort. Weitere Infos zum Motiv findest du vielleicht auf der Diskussionsseite . Falls du dabei helfen möchtest, erklärt die Anleitung , wie das geht. BW |
| Vereinigte Staaten | Seattle            | Oktober 2014 – März 2017 | Pronto Cycle Share | Motivate          | 54               | 500              | |
| Vereinigte Staaten | Washington         | 2010                     | Bixi               | Capital Bikeshare | 437              | 1500             | |